# 帰国便利帳
帰国便利帳は、Y’s Publishing Japan Co.,Inc.が海外駐在員向けに年2回発行している無料の教育情報誌である。

## 概要
1999年創刊で、年2回（5月、10月）に世界15か国、43都市の日本人学校、学習塾、食料品店、書店、領事館図書館で無料配布されており、海外駐在員（帰国予定者）向けに帰国前の準備、及び帰国後の子女教育に関する情報を掲載している。近隣に配布場所がない海外駐在員向けに電子版の配布も行っている。
発行元のY’s Publishing Co.,Inc.は、他に便利帳シリーズとして同じく海外に駐在する日本人向けにニューヨーク便利帳、シカゴ・デトロイト便利帳、ボストン・ワシントンDC便利帳、アメリカ南部便利帳、オハイオ・インディアナ・ケンタッキー便利帳、メキシコ便利帳、インド便利帳、シアトル・ポートランド便利帳、サンフランシスコ・サンホゼ便利帳、NY近郊週末ガイド“ぶらっと”、コドモ便利帳などの姉妹誌を発行している。

## 特徴
- 毎回著名人の子女教育に関するインタビューを掲載している。
- 世界15か国、44都市で無料配布されている。
- 各学校の帰国子女の受け入れ状況など、日本の教育情報を中心に扱う無料教育誌である。

## 発行地域
| 国名         | 都市名               |
| ------------ | -------------------- |
| アメリカ     | ニューヨーク         |
| アメリカ     | ニュージャージー     |
| アメリカ     | ワシントンD.C.       |
| アメリカ     | ボストン             |
| アメリカ     | ノースカロライナ     |
| アメリカ     | デトロイト           |
| アメリカ     | シカゴ               |
| アメリカ     | コロンバス           |
| アメリカ     | ナッシュビル         |
| アメリカ     | レキシントン         |
| アメリカ     | アトランタ           |
| アメリカ     | ダラス               |
| アメリカ     | ヒューストン         |
| アメリカ     | ロサンゼルス         |
| アメリカ     | シアトル             |
| メキシコ     | メキシコシティ       |
| メキシコ     | アグアスカリエンテス |
| 中国         | 北京                 |
| 中国         | 天津                 |
| 中国         | 上海                 |
| 中国         | 蘇州                 |
| 中国         | 無錫                 |
| 中国         | 深圳                 |
| 中国         | 広州                 |
| 中国         | 香港                 |
| 台湾         | 台北                 |
| タイ         | バンコク             |
| タイ         | シラチャ             |
| マレーシア   | クアラルンプール     |
| マレーシア   | ジョホールバル       |
| シンガポール | シンガポール         |
| フィリピン   | マニラ               |
| インドネシア | ジャカルタ           |
| ミャンマー   | ヤンゴン             |
| インド       | ニューデリー         |
| インド       | グルグラム           |
| ドイツ       | デュッセルドルフ     |
| ドイツ       | フランクフルト       |
| ドイツ       | ミュンヘン           |
| イギリス     | ロンドン             |
| オランダ     | ブリュッセル         |
| オランダ     | アムステルダム       |
| 日本         | 東京                 |

## その他
これまでに巻頭インタビューに登場した芸能人・著名人
- パトリック・ハーラン
- 保土田剛、NOKKO夫妻
- ジョン・カビラ
- 別所哲也
- 関根麻里
- 桐島かれん
- 星野仙一
- 佐藤弘道
- アグネス・チャン
- 山下真司
- 藤井フミヤ
- 辺見えみり
- つるの剛士
- 松本伊代
- 杉浦太陽
- 山口智充
- 田中直樹（ココリコ）
- 堀ちえみ
- 関根勤